# Dirk Schlottmann
Dirk Schlottmann (* 25. Dezember 1968 in Mainz) ist ein deutscher Ethnologe und Fotograf.

## Beruflicher Werdegang
Schlottmann studierte unter anderem beim Ethnologen Ivo Strecker an der Johannes Gutenberg-Universität Mainz Ethnologie und Afrikanische Philologie und wurde 2007 bei Susanne Schröter an der Johann Wolfgang Goethe-Universität Frankfurt am Main in Historischer Ethnologie zu dem Thema Koreanischer Schamanismus im neuen Millennium promoviert. Von 2008 bis 2010 war er Gastprofessor an der Konkuk University (Global Campus) in Südkorea. Von 2010 bis 2017 arbeitete er als Gastprofessor an der Korea National University of Education (Südkorea). 2018 gründete er das Institute for Korean Shamanism in Berlin.
Seine Promotionsarbeit gilt im deutschsprachigen Raum als Standardwerk zum modernen koreanischen Schamanismus. Seine Forschungsschwerpunkte sind der koreanische Schamanismus, asiatische Spiritualität, Trance und Ekstase sowie visuelle Anthropologie.

## Schriften (Auswahl)
- 2007: Koreanischer Schamanismus im neuen Millennium. Europäische Hochschulschriften. Volkskunde/Ethnologie. P.Lang, Frankfurt / Bern, ISBN 978-3-631-56856-9.
- 2009: Kim Soo-nams Schamanenfotografie – ein Grenzgang zwischen Kunst und Dokumentation. In: DAF-Szene Korea. Nr. 29, Berlin / Seoul.
- 2011: mit Vincent Prevost Tana Toraja: Totenkult und Jenseits. Selbstverlag: Blurb. San Francisco, ISBN 978-2-9538894-0-6.
- 2012: Katholizismus und indigene Religion – traditionelle Geistheiler auf Siquijor. In: Edgar W. Harnack (Hrsg.): Jahrbuch für Spiritualität und Transzendentale Psychologie. MV-Wissenschaft, Berlin, ISBN 978-3-86991-926-3.
- 2014: Cyber Shamanism in South Korea. Online Publication: Institut of Cyber Society. Kyung Hee Cyber University Seoul
- 2015: Besessenheit und Inkorporation im Hwanghaedo-Schamanismus. In: Journal of International Studies. Band 23, Keimyung University, April 2015, S. 89–120.
- 2016: Trance, Ekstase und Besessenheit im koreanischen Schamanismus. Rituale der Hwanghaedo-Tradition in Seoul (= Edition MV-Wissenschaft.). Monsenstein & Vannerdat, Münster, ISBN 978-3-95645-747-0.
- 2018: Spirit Possession in Korean Shaman rituals of the Hwanghaedo-Tradition.In: Journal for the Study of Religious Experiences. Vol.4 No.2. The Religious Experience Research Centre (RERC) at the University of Wales Trinity Saint David.
- 2019: Dealing with Uncertainty: “Hell Joseon” and the Korean Shaman rituals for happiness and against misfortune. In: Shaman – Journal of the International Society for Academic Research on Shamanism. Vol. 27. no 1 & 2, p. 65-95. Budapest: Molnar & Kelemen Oriental Publishers, ISSN 1216-7827
- 2020: The Hwanghaedo jinjinogigut in South Korea – culturally specific challenges in the study of a Korean death ritual. In: Shaman – Journal of the International Society for Academic Research on Shamanism. Vol. 28. no 1 & 2, p. 63-95. Budapest: Molnar & Kelemen Oriental Publishers